# Хольша
\
Хо́льша или Го́лешов (нем. Holscha; в.-луж. Holešow) — деревня в Верхней Лужице, Германия. Входит в состав коммуны Нешвиц района Баутцен в земле Саксония. Подчиняется административному округу Дрезден.

## География
Через деревню проходит автомобильная дорога федерального подчинения Бундесштрассе 96.
Деревня находится около 13 километров на северо-запад от Будишина. Граничит на северо-западе с деревней Нова-Вес, на северо-востоке — с деревней Голешовска-Дубравка, на юго-западе — с деревней Малы-Голешов и на западе — с административным центром коммуны Нешвиц.
На юге деревни находятся два пруда Holschaer Teich и Wiesenteich, которые входят в состав биосферный заповедник Пустоши и озёра Верхней Лужицы.

## История
Впервые упоминается в 1226 году под наименованием Holeschaw/ Holesaw.
До 1936 года деревня имела самостоятельный статус сельской коммуны. С 1936 года входит в состав современной коммуны Нешвиц.
В настоящее время деревня входит в состав культурно-территориальной автономии «Лужицкая поселенческая область», на территории которой действуют законодательные акты земель Саксонии и Бранденбурга, содействующие сохранению лужицких языков и культуры лужичан.

## Население
Официальным языком в населённом пункте, помимо немецкого, является также верхнелужицкий язык.
Согласно статистическому сочинению «Dodawki k statisticy a etnografiji łužickich Serbow» Арношта Муки в 1884 году проживало 208 человек (из них — 194 серболужичанина (93 %)).
| 1834 | 1871 | 1890 | 1910 | 1925 | 2016 |
| ---- | ---- | ---- | ---- | ---- | ---- |
| 117  | 113  | 106  | 219  | 225  | 50   |

## Достопримечательности
Памятники культуры земли Саксония
- Усадьба, XVIII век (№ 09253328).
- Гостевой дом, XVIII век (№ 09253262)
- Wegestein, XIX век (№ 09253328)